# Dilone
Janiece Altagracia Dilone (13 de mayo de 1994), conocida simplemente como Dilone es una modelo estadounidense. Ha aparecido en la portada de Allure y es una de los Top 50 modelos en la industria según models.com.

## Primeros años
Dilone tiene 9 hermanos y es de ascendencia dominicana. Eligió ser reconocida con el nombre Dilone porque quería representar a su familia.

## Carrera
Dilone empezó a modelar a la edad de 18 años. Firmó con DNA Model Management y debutó para Marc Jacobs en su evento de otoño 2016. Su carrera despegó con los Victoria's Secret Fashion Shows de 2016 y 2017. En su temporada debut desfiló en 51 eventos.
Ha protagonizado anuncios de David Yurman, Balmain, American Eagle Outfitters, H&M, Stella McCartney, Coach y Versace.
Dilone ha aparecido junto a Adwoa Aboah, Issa Lish, Maria Borges y Binx Walton en la campaña de Sephora, "Let Beauty Together".